# Shigella
Este artículo trata sobre el género. Para la enfermedad, véase shigelosis
Shigella es un género de bacterias con forma de bacilo perteneciente a la familia Enterobacteriaceae. Son gramnegativas, inmóviles, no formadoras de esporas e incapaces de fermentar la lactosa, y pueden ocasionar diarrea en los seres humanos. Son anaerobias facultativas con fermentación ácido-mixta. El género fue descubierto en 1897 por el científico japonés Kiyoshi Shiga, de quien tomó su nombre.

## Clasificación
Hay varias especies diferentes de bacterias Shigella, clasificadas en cuatro subgrupos:
- Serogrupo A: S. dysenteriae (12 serotipos), es un tipo que se encuentra en los países del mundo en desarrollo donde ocasiona epidemias mortíferas.
- Serogrupo B: S. flexneri (14 serotipos), causante de cerca de una tercera parte de los casos de shigelosis en los Estados Unidos.
- Serogrupo C: S. boydii (15 serotipos).
- Serogrupo D: S. sonnei (1 serotipo), conocida también como Shigella del grupo D, que ocasiona shigelosis en países desarrollados y se está aislando en países en vías de desarrollo por factores como el turismo etc.

Los grupos A y C son fisiológicamente similares, S. sonnei (grupo D) puede ser distinguida del resto en base de pruebas de metabolismo bioquímico.

## Patogenia
La infección por Shigella típicamente comienza por contaminación fecal-oral. Dependiendo de la edad y la condición del hospedador, puede que alrededor de 200 organismos sean suficientes para causar una infección. Shigella causa disentería, que da lugar a la destrucción de las células epiteliales de la mucosa intestinal a nivel del ciego y el recto. Algunas cepas producen una endotoxina y la toxina Shiga, similar a la verotoxina de la E. coli O157:H7. Tanto la toxina Shiga como la verotoxina causan el síndrome urémico hemolítico.
Shigella invade a su hospedador penetrando las células epiteliales del colon. Usando un sistema de secreción específico, la bacteria inyecta una proteína llamada Ipa en la célula intestinal, lo que subsecuentemente causa lisis de las membranas vacuolares. Utiliza un mecanismo que le proporciona motilidad mediante la polimerización de actina en la célula intestinal, lo que le permite ir invadiendo las células adyacentes una tras otra.

## Síntomas
Los síntomas son diarrea, fiebre, náusea, vómitos, perdida de apetito, calambres estomacales y otras manifestaciones intestinales. Las heces pueden tener sangre, moco, o pus, clásico de la disentería. En casos menos frecuentes, los niños más jóvenes pueden tener convulsiones. Los síntomas pueden durar hasta una semana, pero por lo general duran entre 2 y 4 días en aparecer después de la ingestión. Los síntomas pueden permanecer varios días hasta semanas. Shigella está implicada en uno de los casos patogénicos de artritis reactiva a nivel mundial.